# 北美聯賽盃
北美聯賽盃是北美洲的美國職業足球大聯盟和墨西哥超級足球聯賽之間的年度國際足球比賽，2019年7月首次舉辦，每個聯賽各有四支球隊參賽。第一屆採取單場淘汰賽，由美國主辦，決賽在2019年9月18日於拉斯維加斯舉行.。
2023年，賽事擴大到美職聯及墨西哥超聯所有球會參賽（包含参加美职联的加拿大球队），並視為三國的地區性盃賽，亞軍及季軍球隊可獲得中北美洲及加勒比海聯賽冠軍盃外围赛參賽資格，而冠軍球隊將直接晉級至淘汰賽階段，也就是十六強。

## 賽制
首屆賽事於2019年舉行，由八支球隊採用單場淘汰制的淘汰賽，美墨聯賽各有四支球隊參賽，四支美職聯球隊屬於受邀球隊，但後續比賽則以聯賽成績來決定參賽資格；四支墨西哥聯賽球隊以聯賽成績決定參賽。半準決賽於7月23日至24日舉行，準決賽於8月20日舉行，決賽於9月18日在內華達州拉斯維加斯的山姆博伊德體育場舉行。
由2023年開始聯賽盃擴大規模，美國職業足球大聯盟和墨西哥超級足球聯賽總共47支球隊獲得參賽資格，並在美國和加拿大舉行77場比賽，根據上賽季美墨聯賽成績排名前15的球隊設定為種子球隊，FC洛杉磯及帕丘卡直入淘汰賽，45隊分為15個小組，並根據地理位置進行抽籤。小組賽進行三場循環賽，获胜得3分，落敗不得分，平局得1分并直接进行点球大战，点球大战获胜再得1分。每組頭兩名的球隊晉級淘汰賽。出线后，32支球队将分为16对进行淘汰赛较量。但是由于两支直通淘汰赛的聯賽冠军会占据小组第二的位置，因此其中一場會由两支小组第一的球隊比拼。此后的赛制与一般杯赛淘汰赛相同，直到决出最后冠军。
2025年起，本賽事的美職聯球隊名額改為給予於上一年於東西岸常規賽成功晉身參與季後賽的球隊（包括季後賽附加賽），參賽隊伍數目降至36隊。

## 歷屆決賽
| 球季 | 冠軍                             | 比數                             | 亞軍                             | 決賽場地                         | 入場人數                         |
| ---- | -------------------------------- | -------------------------------- | -------------------------------- | -------------------------------- | -------------------------------- |
| 2019 | 藍十字                           | 2–1                              | 堤格雷斯                         | 山姆博伊德體育場                 | 20,132                           |
| 2020 | 由於COVID-19大流行而取消。       | 由於COVID-19大流行而取消。       | 由於COVID-19大流行而取消。       | 由於COVID-19大流行而取消。       | 由於COVID-19大流行而取消。       |
| 2021 | 萊昂                             | 3–2                              | 西雅圖海灣者                     | 忠實體育場                       | 24,824                           |
| 2022 | 由於賽程擁擠賽事改以表演賽進行。 | 由於賽程擁擠賽事改以表演賽進行。 | 由於賽程擁擠賽事改以表演賽進行。 | 由於賽程擁擠賽事改以表演賽進行。 | 由於賽程擁擠賽事改以表演賽進行。 |
| 2023 | 迈阿密国际                       | 1-1 (点球10-9）                  | 纳什维尔SC                       | 納許維爾SC體育場                 | 30,109                           |
| 2024 | 哥倫布機員                       | 3–1                              | 洛杉磯足球會                     | Lower.com球場                    | 20,190                           |

## 球會成績
| 球隊         | 冠軍 | 亞軍 | 冠軍年份 | 亞軍年份 |
| ------------ | ---- | ---- | -------- | -------- |
| 藍十字       | 1    | 0    | 2019     | －       |
| 萊昂         | 1    | 0    | 2021     | －       |
| 国际迈阿密   | 1    | 0    | 2023     | －       |
| 哥倫布機員   | 1    | 0    | 2024     | －       |
| 堤格雷斯     | 0    | 1    | －       | 2019     |
| 西雅圖海灣者 | 0    | 1    | －       | 2021     |
| 纳什维尔SC   | 0    | 1    | -        | 2023     |
| FC洛杉磯     | 0    | 1    | -        | 2024     |